# The New Day
The New Day es un equipo de lucha libre profesional, que trabaja en la WWE, conformado por los luchadores Kofi Kingston y Xavier Woods en la marca RAW.
En total son 11 veces campeones mundiales en parejas, habiendo ganado el Campeonato en Parejas de Raw cuatro veces, siendo su segundo reinado el más largo para cualquier campeonato en parejas en la historia de la WWE con 486 días, y el Campeonato en Parejas de SmackDown en siete ocasiones. Como campeones, The New Day defiende el título bajo la Freebird Rule, siendo los tres miembros reconocidos como campeones.
El stable debutó originalmente el 21 de julio de 2014, pero hicieron oficialmente su debut televisivo como The New Day el 3 de noviembre de 2014. En octubre de 2020 con el WWE Draft, Big E (superestrella de SmackDown) se separó del grupo debido al traspaso de sus compañeros a Raw.

## Historia

### Formación y carreras tempranas
Kingston ha trabajado para la WWE desde temprano 2008, y ha ganado títulos múltiples como el Campeonato Intercontinental de la WWE y el Campeonato de los Estados Unidos de WWE en su carrera.
Big E empezó su carrera en NXT, donde se convirtió en el segundo Campeón de NXT de la historia tras derrotar a Seth Rollins. En el 17 de diciembre de 2012 episodio de Raw,  hizo su debut en el roster principal como Heel atacando a John Cena y uniéndose con Dolph Ziggler y AJ Lee.
Woods firmó con la WWE en 2010 y ha trabajado en NXT, hasta el 18 de noviembre de 2013, cuándo hizo su debut en el roster principal en un episodio de Raw cuando hacía equipo con R-Truth.
En el 21 de julio de 2014 episodio de Raw, después de Big E y Kingston padeció una pérdida como equipo, Woods, declarando que no podrían "seguir adelante besando bebés y dando la mano". En cambio,  sea su tiempo para brillar".
El dúo aceptó la oferta de Woods, y en el día siguiente en Main Event, Woods dirigió a Big E y Kingston a una victoria decisiva sobre Slater Gator. Aun así, el grupo desapareció de televisión pronto, pero continuado en sus esfuerzos separados.

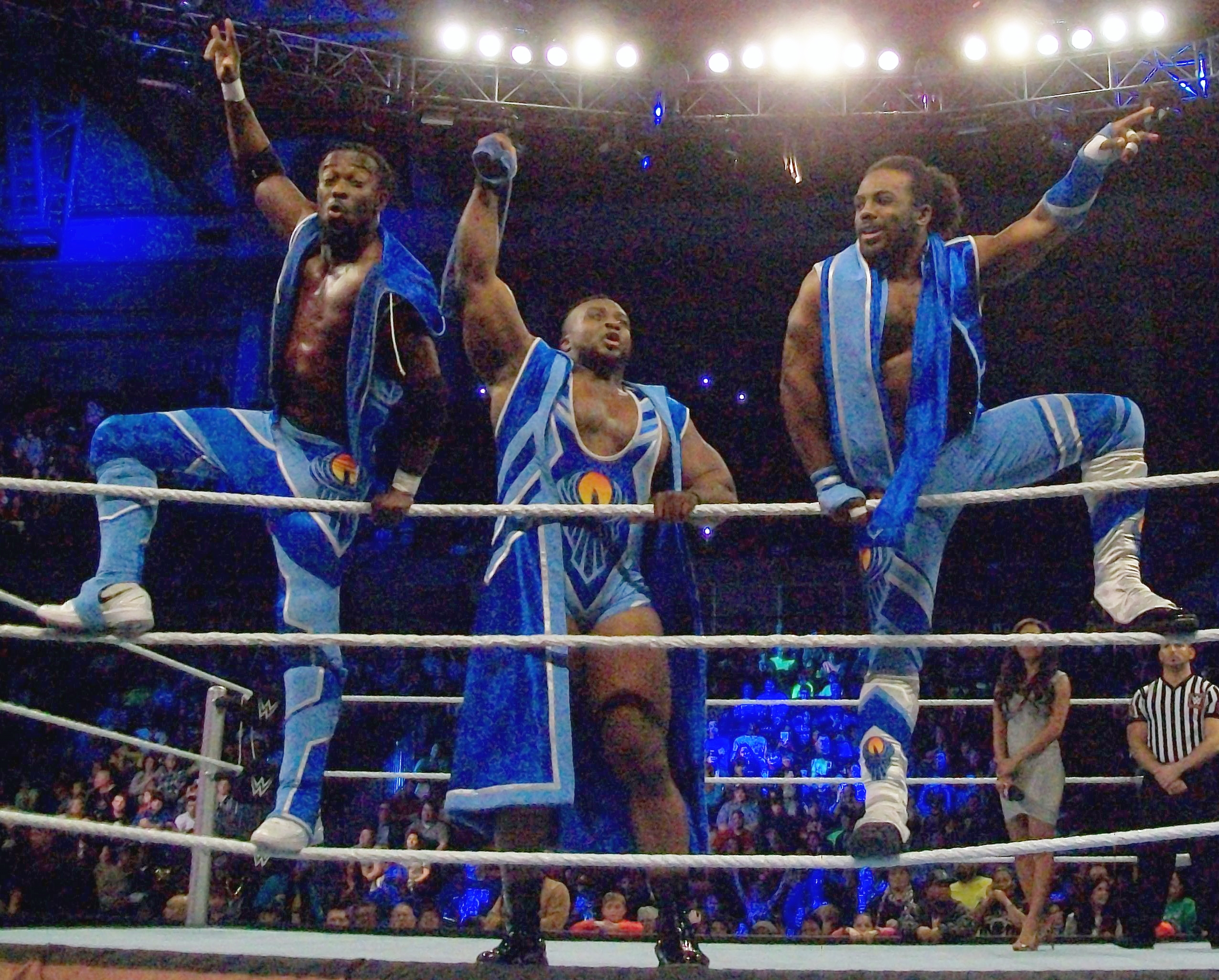
The New Day con sus trajes originales de color azul.

El 3 de noviembre en Raw, Big E, Kofi Kingston y Xavier Woods hicieron promos con el stable ahora siendo anunciado como "The New Day", mostrando a un coro anunciando al nuevo stable de la WWE.

### WWE 2014
The New Day hizo su debut el 28 de noviembre en SmackDown en un esfuerzo ganador en contra Titus O'Neil, Heath Slater y Curtis Axel. El 1 de diciembre edición de Raw, Woods y Kingston compitieron en un Tag Team Match para determinar el retador #1 para el Campeonato en Parejas de la WWE, eliminando a Gold y Stardust, antes de ser eliminado por Tyson Kidd y Cesaro. En TLC, Big E y Kingston vencieron a Gold y Stardust. En el episodio de Raw del 5 de enero, mientras Big E era en su manera a una victoria en contra Adam Rose, el equipo de Tyson Kidd y Cesaro, disfrazados como Rosebuds, interfirieron por poner fuera Xavier en el exterior y actuando su finisher en Big E en el ring.

#### 2015
En Royal Rumble, The New Day (Kofi & Big E) fueron vencidos por Tyson Kidd y Cesaro. Luego hacia WrestleMania 31, se pactó un Tag Team Fatal Four-way Match por los Campeonatos en Parejas de la WWE entre The New Day (Kofi & Big E), Tyson Kidd & Cesaro, Los Matadores y The Usos pero fueron derrotados. Los siguientes episodios en Raw y Smackdown consolidaron a The New Day como un stable heel. El 20 de abril en Raw, The New Day derrotó a The Lucha Dragons para definir los retadores #1 por el Campeonato en Parejas en Extreme Rules después de que Woods aguantara por los pies a Sin Cara que le impidió contestar a la cuenta de 10. En dicho evento, ganaron los Campeonatos al vencer a Kidd & Cesaro.
En Payback, nuevamente se enfrentaron a Tyson Kidd & Cesaro en un 2-out-of-3 Falls Match por los Campeonatos en Parejas de la WWE, saliendo vencedores, siendo que Woods ganó los campeonatos junto a Big E y Kofi Kingston al mismo tiempo.
En los episodio siguientes de Raw y Smackdown, se pactó una lucha hacia Elimination Chamber entre The New Day, The Lucha Dragons, Tyson Kidd & Cesaro, The Prime Time Players, The Ascension y Los Matadores en un Tag Team Elimination Chamber Match (siendo el primero en la historia de la WWE), donde retuvieron sus títulos. Después de esto, iniciaron una rivalidad contra The Prime Time Players con quienes tuvieron una lucha en Money in the Bank donde, perdieron los Campeonatos de Parejas de la WWE frente a The Prime Time Players .El Al día siguiente en Raw, e New Day se enfnfrentónte The Prime Time Players y Neville donde salieron derrotados.

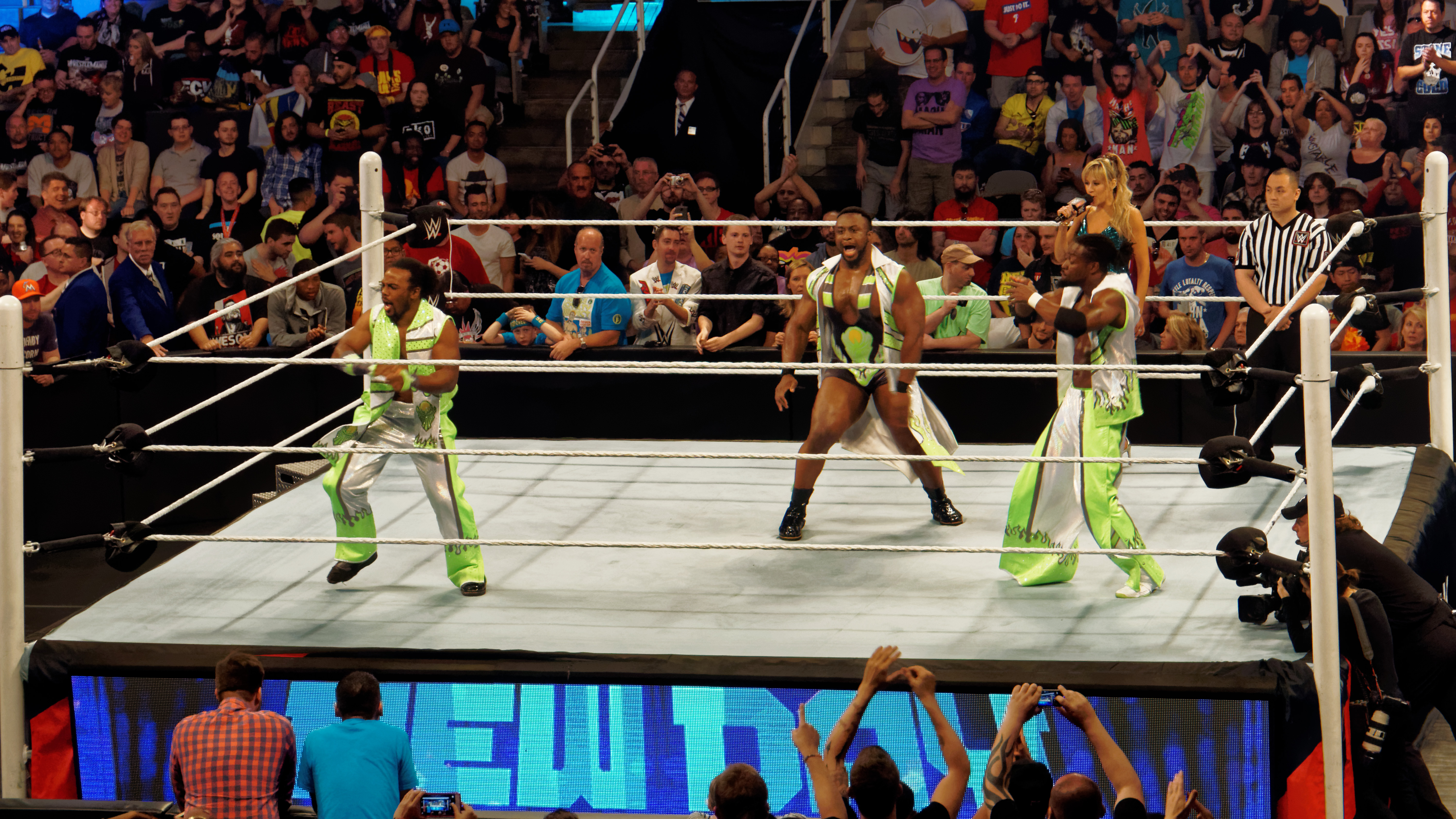
The New Day en 2015.

En el evento The Beast in the East, Big E y Xavier Woods se enfrentaron a The Lucha Dragons, siendo derrotados; y Kofi Kingston se enfrentó a Brock Lesnar donde fue vencido brutalmente. Tras la lucha de Kingston con Lesnar, Big E y Woods trataron de ayudarlo pero también fueron atacados por Lesnar.
Retomando su feudo con The Prime Time Players, se enfrentaron a ellos en Battleground, donde fueron derrotados nuevamente. La rivalidad terminó en SummerSlam, en donde se enfrentaron a The Prime Time Players, Los Matadores y The Lucha Dragons en un Tag Team Fatal Four-way Match por los Campeonatos en Parejas, saliendo victoriosos y consiguiendo los títulos por segunda ocasión.
Al día siguiente en Raw, The Dudley Boyz hicieron su regreso a la WWE confrontando a The New Day, donde atacaron a Big E y a Kofi donde sólo quedó Woods al cual, le aplicaron su Whassup? y su tradicional 3D sobre una mesa, estableciendo un duro feudo con ellos.
En Night of Champions, The Dudley Boyz ganaron la lucha por descalificación ya que, Woods interfirió en la lucha entre Bubba Ray y Kofi. Tras la lucha, The Dudley Boyz sacaron a Big E y a Kofi quedando sólo Woods a quien le hicieron un 3D sobre una mesa. Con esta acción, Woods quedó lesionado de la espalda. La rivalidad se extendió hasta Hell in a Cell, donde The New Day retuvo sus títulos ante The Dudley Boyz,
Para Survivor Series y con Woods recuperado, The New Day se unió junto a Sheamus y King Barrett para enfrentarse a The Usos, Ryback y The Lucha Dragons, donde abandonaron la lucha, haciéndole perder a Sheamus. Al día siguiente en Raw, celebraron su primer aniversario desde el debut en 2014, pero fueron atacados por The Lucha Dragons y The Usos donde luego, se pactó una lucha entre The New Day, The Usos y The Lucha Dragons en TLC en un Ladder Match. En dicho evento, retuvieron sus títulos luego de que Kingston descolgara los cinturones y Woods atacara a Kalisto con un trombón.

#### 2016
A consecuencia del Draft de 2016, The New Day fue asignado a Raw. El 20 de julio de 2016, The New Day se convirtió en el equipo con el reinado más largo (rompiendo el récord de 331 días impuesto por Paul London y Brian Kendrick).
El primer Raw después del Draft, New Day se encontraba celebrando el nuevo récord que acababan de conseguir, cuando Luke Gallows y Karl Anderson los atacaron. La semana siguiente, The Club volvería a atacar pero esta vez lesionando a Big E en la ingle por accidente al estrellarlo contra el poste del ring. En SummerSlam hizo un regresó para ayudar a sus compañeros a retener sus títulos. El feudo con The Club continuaría, venciendoa The New Day sucesivamente en Clash of Champions y en el Raw posterior a este evento. Luego tendrían una rivalidad con el impredecible equipo entre Cesaro y Sheamus, siendo derrotados por descalificación en Hell in a Cell y venciéndolos en el Raw posterior. Al intervenir en un combate clasificatorio entre The Club y Cesaro y Sheamus el 5 de diciembre, una semana más tarde The New Day se enfrentó ante ambos duetos en un Tag Team Triple Threat Match, en la que si vencerían, tendrían el reinado más largo de un Campeonato de Parejas en la historia de la WWE. New Day, más precisamente Kingston y Big E, ganaron la lucha, pero en los festejos, empaparon con champaña a Stephanie McMahon causando su enojo y la estipulación de una lucha titular más, en este caso ante Jeri-KO (Kevin Owens y Chris Jericho). Mick Foley, para complicar más el panorama de The New Day, agregó a los ex Shield Seth Rollins y Roman Reigns al encuentro, convirtiéndolo en otro Tag Team Triple Threat Match. Woods reemplazó a Kingston para el duro encuentro, que los vio como ganadores, cubriendo a Jericho tras un "Pedigree" de Rollins, siendo este último quitado de la lona por Big E, por lo que finalmente pudieron superar el récord de Demolition. En Roadblock perdieron los campeonatos ante Cesaro & Sheamus.

### 2017-2020
En Royal Rumble, participaron todos donde los tres fueron eliminados por Cesaro y Sheamus. Tras estar fuera de acción por algunas semanas, se anunció que The New Day serían los anfitriones de WrestleMania. En WrestleMania 33, The New interfirió en el inicio del Triple Threat Ladder Match entre Gallows & Anderson, Enzo & Cass y Cesaro & Sheamus por los Campeonatos en Parejas de Raw, donde cambiaron el modo de lucha a un Fatal 4-way Ladder Match, donde el cuarto equipo añadido sería The Hardy Boyz (Matt Hardy & Jeff Hardy), quienes hacían su regreso a la WWE.
El 3 de abril en Raw, The New Day lanzó un desafío a cualquier equipo, siendo The Revival (Scott Dawson & Dash Wilder) quienes debutaran en Raw. Esa misma noche, fueron derrotados por The Revival. Tras finalizar la lucha, The Revival atacó a The New Day donde lesionaron a Kofi. El 10 de abril en Raw, fueron derrotados nuevamente por The Revival, siendo esta su última lucha como equipo en Raw.
El 11 de abril en SmackDown, se anunció que The New Day fue enviado de Raw a SmackDown. Debido a la lesión de Kofi, el equipo estuvo inactivo por algunas semanas. El 30 de mayo, reaparecieron para anunciarse como retadores a los Campeonatos en Parejas de SmackDown. Semanas después, comenzaron una rivalidad con The Usos. En Money in the Bank, ganaron la lucha por conteo de fuera pero The Usos retuvieron los títulos. En Battleground, derrotaron a The Usos, ganando los Campeonatos en Parejas de SmackDown. En Summerslam perdieron los Campeonatos en Pareja de Smackdown contra The Usos. El 12 de septiembre en Smackdown celebrado en las vegas, lucharon contra The usos en una Street fight por los campeonatos ganándolos por segunda vez desde que llegaron a la marca.

#### Separación (2020 - 2021)
En 2020 con el WWE Draft, Big E fue separado del grupo quedándose en la marca SmackDown mientras que Kofi Kingston & Xavier Woods fueron trasladados a la marca Raw siendo este la separación del grupo The New Day. Actualmente Kofi Kingston & Xavier Woods son los monarcas en pareja de Raw ganando los títulos en contra de Cesaro & Shinsuke Nakamura en el SmackDown del 9 de octubre de 2020 y posteriormente en el Raw del 10 de octubre de 2020 intercambiando los títulos con el equipo conformado por Angelo Dawkins & Montez Ford.

#### 2021
Comenzando el 2021, en el Raw Legends, Kingston & Woods derrotaron a John Morrison & The Miz, posteriormente se informó que Kingston sufrió una lesión en la mandíbula, dejando a Woods para que compita en solitario. Kingston hizo su regreso en el Raw del 8 de febrero, derrotando a RETRIBUTION(SLAPJACK & T-BAR), En el Raw del 22 de febrero, Kingston & Woods derrotaron a RETRIBUTION(MACE & T-BAR), terminando así el feudo y en el Raw del 15 de marzo, derrotaron a The Hurt Business(Cedric Alexander & Shelton Benjamin) y ganaron los Campeonatos en Parejas de Raw por 4ta vez, acumulando un total de 11 títulos en parejas de la WWE, después del combate apareció AJ Styles & Omos siendo retados a un combate por los Campeonatos en Parejas de Raw en WrestleMania 37, a lo cual Woods aceptó, perdiendo los títulos ante Styles y Omos en la primera noche del espectáculo.
El 13 de septiembre en Raw, Big E canjeó el maletín de Money in the Bank ante Bobby Lashley, ganando el Campeonato de la WWE por primera vez. Durante la celebración, Kofi y Xavier salieron a festejar junto a Big E, reuniéndose nuevamente a The New Day. 
A la noche siguiente en SmackDown, se realizó la ceremonia de coronación a King Woods, la siguiente semana en SmackDown, derrotaron a los Campeones en Parejas de SmackDown The Usos (Jey & Jimmy) en un combate no titular.

#### Camino como Duo 2020-2023
Tras el debut de Kingston y Woods en Raw en el episodio del 12 de octubre de Raw, el oficial de la WWE Adam Pearce les hizo intercambiar títulos con Campeones de Parejas de Raw The Street Profits  (Angelo Dawkins y Montez Ford), quienes acababan de ser reclutados para SmackDown, para poder mantener ambos campeonatos en sus respectivas marcas. Esto convirtió a Kingston y Woods en tres veces campeones en parejas de Raw, marcando la primera vez que ostentan el título sin Big E.
el 22 de noviembre para promocionar su aparición en el videojuego Gears 5. En el evento, el trío hizo su entrada vestidos como sus respectivos personajes del juego. Después de la entrada y una breve promoción en el ring, Big E partió detrás del escenario mientras Kingston y Woods se enfrentaban a los Campeones de Parejas de SmackDown, The Street Profits, en una lucha por la supremacía de la marca sin título. New Day perdió el combate pero mostró respeto mutuo hacia The Street Profits.
Recuperaron el campeonato en el episodio del 15 de marzo de 2021 de Raw, empatando a Cesaro y Sheamus con la mayor cantidad de reinados como equipo con cuatro, mientras que individualmente, Kingston empató a Seth Rollins con la mayor cantidad de reinados con seis. Luego estaban programados para defender los títulos contra AJ Styles y Omos en WrestleMania 37.
En el episodio del 14 de enero de 2022 de SmackDown, Kingston anunció que Woods estaba lesionado y fuera de acción. El 28 de enero, Big E fue cambiado a la marca SmackDown y se reunió con Kingston. En marzo, The New Day tuvo un feudo con el equipo de Sheamus y Ridge Holland. 
En un combate entre los equipos en el episodio del 11 de marzo de SmackDown, Holland fallo un movimiento sobre Big E en el ringside, lo que provocó que Big E aterrizara en la parte superior de su cabeza y sufriera una cuello roto.
En diciembre, Kingston y Woods también comenzaron a aparecer en NXT, y desafiaron por el NXT Tag Team Championship. En NXT Deadline el 10 de diciembre, derrotaron a Pretty Deadly (Elton Prince y Kit Wilson) para ganar los títulos y se convirtieron en los terceros Campeones de la Triple Corona en Parejas de la WWE.

#### Problemas y Expulsión de E 2024
En abril de 2024, Kingston y Woods comenzaron un feudo con Karrion Kross y su establo The Final Testament. Kross intentó formar una brecha entre la pareja, alegando que Kingston estaba impidiendo que Woods tuviera una carrera individual exitosa, lo que llevó a varias peleas en pantalla y detrás del escenario entre las dos facciones. La disputa concluyó en el episodio del 19 de agosto de Raw cuando The New Day y Odyssey Jones derrotaron a The Final Testament en una lucha por equipos de seis hombres. Antes de esto, Kingston había provocado que Jones se uniera al grupo, mientras que Woods adoptó una postura de que Jones "reemplazara a Big E". Sin embargo, Jones fue despedida repentinamente de la empresa el 4 de septiembre debido a acusaciones de abuso doméstico.
En el episodio del 16 de septiembre de Raw, Kingston y Woods no lograron ganar los Campeonato Mundial en Parejas de The Judgment Day (Finn Bálor y JD McDonagh) después de que el árbitro se distrajera con el resto de El Día del Juicio ("Dirty" Dominik Mysterio, Carlito y Liv Morgan) peleando con Latino World Order (LWO; Dragon Lee, Cruz Del Toro y Joaquin Wilde) en ringside. Después del partido, Woods estaba furioso porque Kingston se había acercado a LWO sin ser consultado, abriendo una brecha aún mayor entre los dos.
En el episodio del 25 de noviembre de Raw, después de perder ante Alpha Academy (Otis y Akira Tozawa) y muchas semanas de desacuerdos, la pareja tuvo una Argumento extremadamente acalorado, atacando los fracasos de cada uno en la WWE.
En el episodio del 2 de diciembre de Raw, durante la celebración del décimo aniversario de la formación de The New Day, Big E se reunió en el ring con Kingston y Woods por primera vez desde su lesión y anunció que volver a gestionarlos. Sin embargo, Kingston y Woods arremetieron contra Big E por abandonarlos después de su lesión y lo expulsaron del establo, haciendo que Woods y Kingston se volvieran heel por primera vez desde 2016.

## Caracteres y recepción
Los miembros de The New Day son a menudo entusiasmados y positivos. Jim Ross comentó que "los fans de la lucha libre de hoy pueden ser un poco duros con el trío" debido a que The New Day "viste los colores de "Carolina blue" y emanan excesiva positividad".

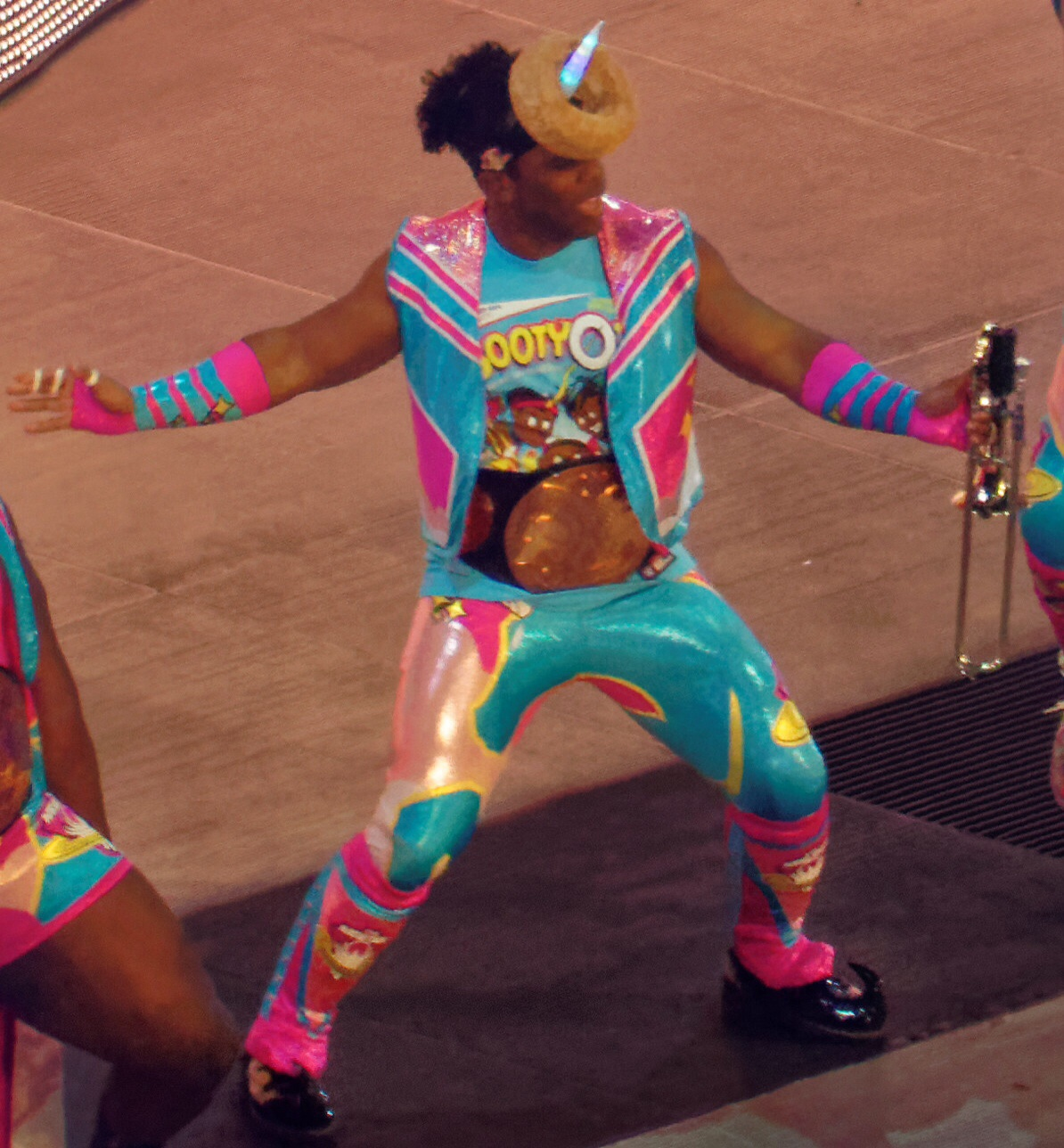
El trombón de Xavier Woods:"Francesca", cereales "Booty-O's" y cuernos de unicornio son una parte integral del Gimmick de The New Day

## En lucha
- Movimientos finales de equipo

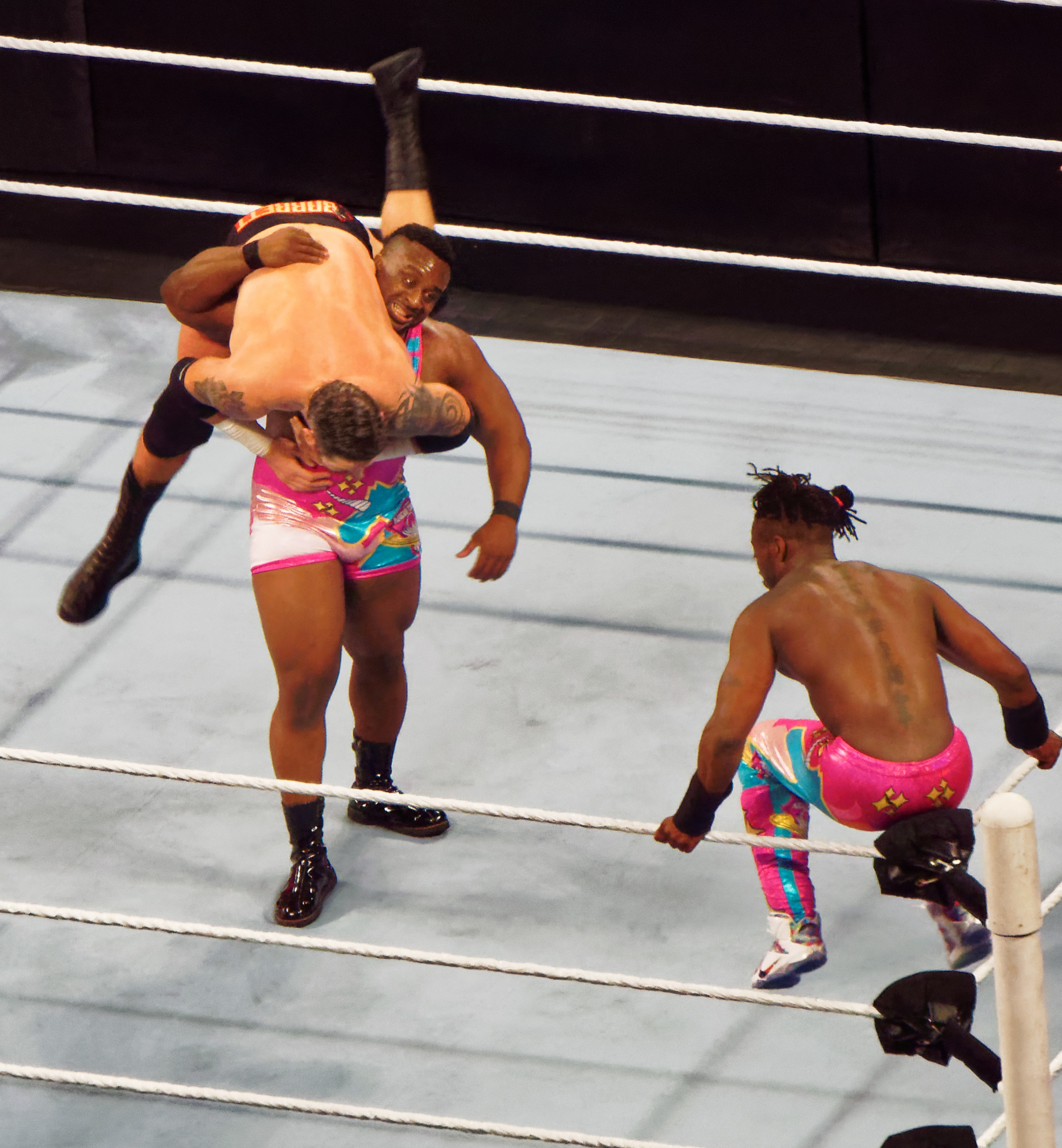
Big E y Kofi Kingston antes de aplicar un «Midnight Hour» en King Barrett

  - Midnight Hour (Combinación Diving DDT de Kingston o Woods + Big Ending de Big E)[21]
  - Back breaker de Xavier Woods + Diving Double Foot Stomp de Kofi Kingston
  - Combinación de Big Ending (Over the shoulder cutter) y Ropewalk elbow drop

- Movimientos de firma de equipo 
  - Big Splash de Big E + Standing Leg Drop de Xavier Woods
  - "Unicorn Stampede" (Repeated Corner Foot Stomps de parte de los integrantes haciendo el tag cuando la cuenta llega a 4, incluyendo a eventuales compañeros si la lucha es de más de 3 integrantes).
  - Running Hesitation Dropkick de Kingston o Woods reforzado por un Irish Whip de Big E
- Temas de entrada
  - "New Day, New Way" por Jim Johnston[22] (28 de noviembre de 2014–presente)

Además, Big E dice lo siguiente desde backstage antes de que suene el tema de entrada:

AWWWWWWWW [Ciudad o luchador]! DON’T YOU DARE BE SOUR! 
CLAP FOR YOUR WORLD FAMOUS [Número de títulos del equipo]-TIME CHAMPS,
 AND FEEEEEEL THE POWWEEEEER!
¡AWWWWWWWW [Ciudad o luchador]! ¡NO SE ATREVAN A ESTAR AMARGADOS!
 ¡APLAUDAN A SUS MUNDIALMENTE FAMOSOS [Número de títulos del equipo] VECES CAMPEONES,
 Y SIENTAN EL PODER!

## Campeonatos y logros
- World Wrestling Entertainment/WWE

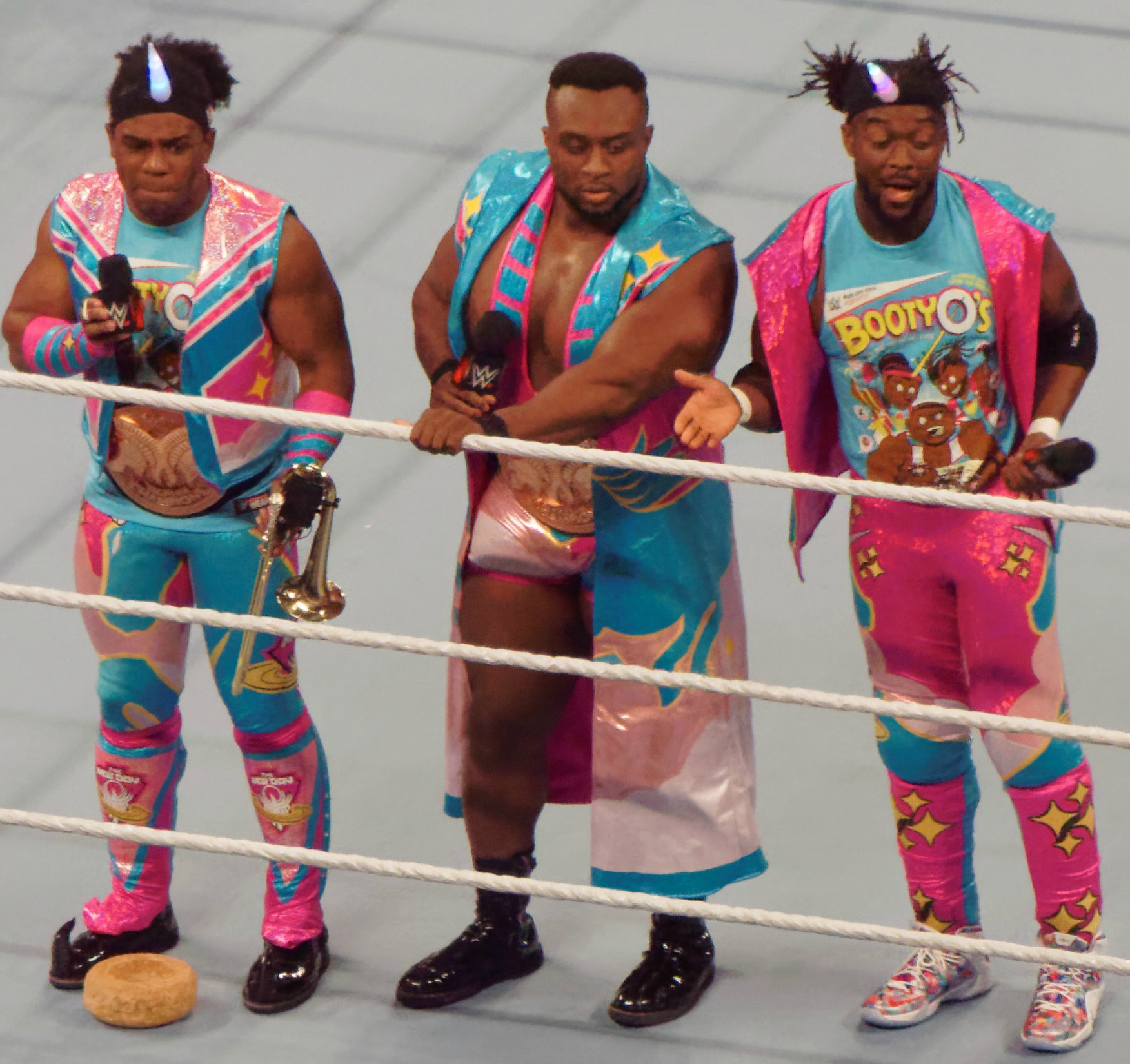
The New Day son dos veces Campeones en Parejas de Raw, teniendo también el reinado combinado más largo del título, con 532 días.

  - WWE Championship (2 veces) - Kofi Kingston (1) y Big E (1)
  - WWE/Raw Tag Team Championship (5 veces) – Kingston, Big E, & Woods (2) y Kingston & Woods (3 veces)
  - SmackDown Tag Team Championship (7 veces)[Nota 1][24] – Kingston, Big E, & Woods (3), Big E & Woods (1), Big E & Kingston (2) y Kingston & Woods (1)
  - NXT Tag Team Championship (1 vez) - Kofi Kingston & Xavier Woods
  - Tag Team Triple Crown Championship (Terceros)
  - King of the Ring (2021) – Woods
  - WWE Year–End Award (3 veces)
    - Lucha del año (2019) - Kingston -vs. Daniel Bryan en WrestleMania 35)
    - Parejas masculino del año (2019)
    - Momento del año (2019) - Kingston (ganando el Campeonato de la WWE en WrestleMania)

  - Slammy Award (1 vez)
    - Ring Gear of the Year (2020)

- Pro Wrestling Illustrated
  - Equipo del año (2015)
  - Equipo del año (2016)

- Wrestling Observer Newsletter
  - Mejor Personaje (2015)